# 魔女の隠れ家
『魔女の隠れ家』（まじょのかくれが、Hag's Nook  ）は、1933年に発表されたジョン・ディクスン・カーの長編推理小説。ギデオン・フェル博士の初登場作品。

## あらすじ
リンカーンシャー州の片田舎、チャターハムの「水松荘」（いちいそう）に住むギデオン・フェル博士を訪ねたアメリカ青年のタッド・ランポールは、そこで不気味な伝説を聞かされる。「魔女の隠れ家」と呼ばれた絞首台の近くに建てられ、今は住む人もなく荒れ果て醜い姿をさらすチャターハム監獄。その長官を代々務めてきたスタバース家の長男は、決まって首の骨を折って死ぬというのだ。
そして、現在の当主マーティンは家に代々伝わる相続の儀式のために、25歳の誕生日の夜をひとりで監獄の長官室で過ごすことになった。長官室に行った証拠として、金庫の中にある書類を持ってこなければならないという。万一のために、フェル博士とランポール、村の牧師のソーンダーズが監獄を監視する中、窓から見えていた灯が12時よりも前に消え、異変に駆けつけたランポールたちは「魔女の隠れ家」の近くの崖下で、首の骨を折って死んでいるマーティンを発見する。そして長官室からは、金庫に保管されていたはずの書類が消え失せていた。この奇怪な謎にフェル博士が挑む。

## 登場人物
タッド・ランポール
大学を出たばかりのアメリカの青年。
マーティン・スタバース
スタバース家の家督を継ぐことになった青年。神経質な性格で酒や煙草の大量摂取で不安をごまかしている。
ドロシー・スタバース
マーティンの妹。渡米中の兄にかわり屋敷を管理してきた。
ハーバート・スタバース
兄妹のいとこ。ドロシーとともに屋敷を管理してきた。マーティンの才能を尊敬しつつ、彼の繊細な性格を心配する。オートバイを愛用している。
ティモシー・スタバース
兄妹の父。事故で急死した。
ペイン弁護士
スタバース家の顧問を先祖代々務める弁護士。
テオドシア・ペイン
ペイン弁護士の妻。占い師。
マークリー
チャターハムの医者。
トーマス・ソーンダーズ
チャターハムの牧師。スタバース家によく茶会に招待される。
バッジ
スタバース家の執事。
バンドル夫人
スタバース家の家政婦。
ギデオン・フェル博士
辞書編纂家、探偵。「水松荘」に住む。
フェル夫人
フェル博士の妻。そそっかしい性格と近眼のため、いつも騒動を起こす。
ベンジャミン・アーノルド卿
警察長。

## 提示される謎
- アリバイくずし（一部の時計はなぜ進んでいたか）と暗号（宝の隠し場所）
- スリーピング・マーダー（眠る殺人。先代当主の死の真相。）

## 補足
- 本作ではフェル博士は架空の村・チャターハムの「水松荘」に住んでいる[2]。
- アメリカ人青年タッド・ランポールは、次作『帽子収集狂事件』と『三つの棺』にも登場する。また、ドロシー・スタバースも彼の妻として『三つの棺』に登場する[3]。
- 作中でフェル博士が、英国警察の高官ウイリアム・ロシター卿と昵懇であるとの説明があるが、彼は『毒のたわむれ』の探偵パット・ロシターの父親であるため、フェル博士は初期作品群と同一世界に存在する[4]。